# Seti I
Seti I – faraon, władca starożytnego Egiptu z XIX dynastii, syn Ramzesa I i królowej Sitre, ojciec przyszłego wielkiego faraona Ramzesa II.
Według różnych opinii egiptologów, jego panowanie przypada na lata od 1294 do 1279 p.n.e. lub od 1305/1302 do 1290 p.n.e. Starożytni Egipcjanie liczyli lata od dnia wstąpienia na tron danego władcy jako pierwszy rok jego panowania, podawali imię władcy oraz rok jego panowania. Śmierć władcy rozpoczynała pierwszy rok panowania jego następcy. Aby umiejscowić w naszym systemie liczenia lat, panowanie Setiego I, należy wziąć pod uwagę dostępne przekazy z różnych źródeł oraz ocenić, która z ich interpretacji jest najtrafniejsza. W związku z tym istnieje wiele poglądów na ten temat.
Greckie imię Setiego brzmiało Sethosis. Według Manethona, błędnie, był uważany za założyciela XIX dynastii.

## Panowanie

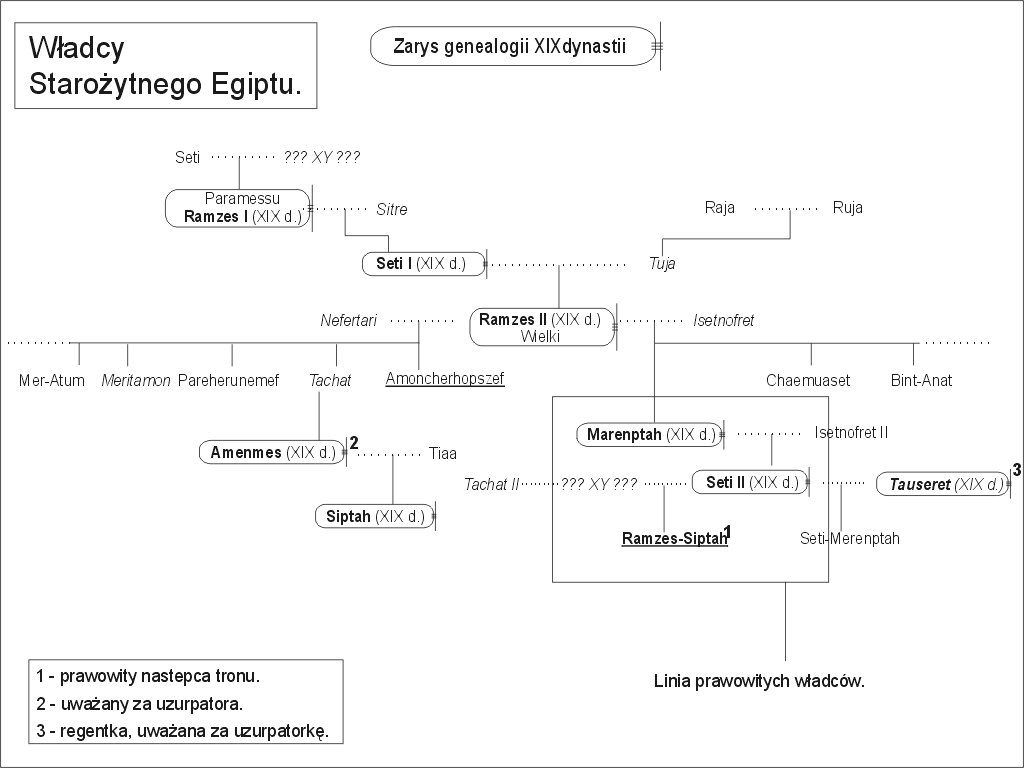
Zarys genealogii XIX dynastii.

Według Manethona panowanie Setiego I trwało od 11 do 15 lat, ale znany brytyjski egiptolog Kenneth Kitchen, uważa, że było to 15 lat, mimo istniejących przekazów, mówiących o krótszym jego okresie – nie ma żadnych historycznych wzmianek ani dokumentów datowanych po 11 roku panowania Setiego, które, co znamienne, jest poza tym bardzo bogato udokumentowane. Brak jakichkolwiek zapisów po 11 roku panowania Setiego dowodzi, iż dłuższe jego panowanie nie jest prawdopodobne. Co ważniejsze, Peter Brand, w artykule The ‘Lost’ Obelisks and Colossi of Seti I (Zaginione obeliski i kolosy Seti I) zaznacza, iż władca ten w dziewiątym roku swego panowania dokonał otwarcia kamieniołomu w Asuanie, z którego materiał miał być przeznaczony na budowę obelisków i statui. Akt ten dokumentują dwie kamienne stele. Obeliski i statuy z kamienia pozyskanego z kamieniołomu w Asuanie (m.in. obeliski w Luksorze) nie zostały, w większości, dokończone za życia Setiego I, a dopiero na początku panowania Ramzesa II. Dowodzą tego zapisy, mówiące o tym, że obeliski te i statuy ukończone zostały w dwa lata po otwarciu kamieniołomów i rozpoczęciu ich tworzenia oraz stele Ramzesa II mówiące, że ...dokończył wiele monumentów ojca... (Brand, s. 107) – zapewne wielki hypostyl w Karnaku i Świątynie w Abydos.
Po burzliwych przemianach społecznych i reformie religijnej Echnatona głównymi zadaniami stojącymi przed jego następcami: Horemhebem, Ramzesem I i Setim I, było przywrócenie porządku wewnętrznego oraz ponowne ustanowienie egipskiego panowania w Kanaan i Syrii oraz nad Hetytami. Seti z wielką determinacją i energią poprowadził kilka wypraw wojennych przeciwko nim, nie odniósł w nich jednak definitywnego sukcesu i nie osłabił potęgi Hetytów na tyle, aby nie stanowili potencjalnego zagrożenia dla Egiptu. Jednakże w wyniku tych kampanii Egipt odzyskał większość utraconych wcześniej zdobyczy terytorialnych oraz unormował stosunki z państwem Hetytów. Obrazują to wielkie reliefy na pylonach świątyni Amona w Karnaku. Świątynia grobowa Setiego zbudowana została na zachodnim brzegu Nilu w Tebach. Z jego inicjatywy powstała również wielka świątynia w Abydos, której budowę dokończył jego syn Ramzes II. Stolicą Setiego było Memfis. Uważany był za wielkiego władcę, lecz sławę jego przyćmił jego syn Ramzes II, uważany za największego władcę starożytnego Egiptu.
Według K. Kitchen’a około siódmego lub ósmego roku swego panowania Seti ustanowił koregentem i następcą tronu swego syna Ramzesa. Kilka lat później, już jako samodzielny władca, Ramzes tak wspominał ten pamiętny dla siebie dzień:
Gdy mój ojciec ukazał się ludowi, wraz ze mną, obejmując mnie ramieniem, tak oto rzekł: „Niech ukaże się jako król, abym mógł widzieć jego piękność, póki jeszcze żyję!” Zawezwał przeto szambelanów, by włożyli mi na głowę korony. „Umieśćcie Wielką Koronę na Jego głowie!” (...) „on będzie rządził tym krajem, on będzie nadzorował jego sprawy, on będzie kierował mnogim ludem.” Tak mówił(...), gdyż wielka była w jego sercu miłość do mnie.
William Murnane, brytyjski egiptolog, autor wydanej w 1977 roku, książki Współwładza w Starożytnym Egipcie, w której opisuje system koregencji w starożytnym Egipcie, wykluczył możliwość istnienia koregencji Seti i jego syna, Ramzesa, mimo iż istnieją przekazy mówiące o kontynuacji obchodów wstąpienia na tron Setiego po jego śmierci za panowania Ramzesa II.

## Wojny Setiego
Panowanie Setiego rozpoczęła wyprawa wojenna zorganizowana w celu stłumienia buntu, wywołanego przez koczowników Szosu. Opanowali oni kilka twierdz, leżących wzdłuż szlaku prowadzącego w kierunku Gazy w południowej Palestynie. Wojska egipskie wyruszyły z granicznej Sile latem 1294 roku p.n.e., dotarły do Kanaanu i szybko stłumiły bunt, wyzwalając zagarnięte tereny i oswobadzając zdobyte twierdze. W tym także czasie w Kanaan powstała koalicja książąt aramejskich, miast Hammath i Pella, skierowana przeciw panowaniu egipskiemu na tych terenach. Koalicję tę wsparli Hetyci. Wojska nieprzyjaciela stacjonowały w Galilei w pobliżu Beth Szan i Jenoam. Seti podjął decyzję o podziale swej armii na trzy dywizje. W wyniku walk udało się jednocześnie pokonać całą koalicję co przywróciło kontrolę Egiptu nad Kanaan i częścią Palestyny oraz miastami Fenicji. W wyniku łatwego zwycięstwa wojska egipskie podążyły dalej na północ i dotarły aż do Tyru i gór Libanu. Pierwsza wyprawa wojenna zakończyła się zwycięstwem i wojska Setiego mogły powrócić do Egiptu. Powróciwszy do Sile faraon dokonał triumfalnego wjazdu do miasta, witany przez najznamienitszych dostojników państwa. Zwycięstwo w pierwszej kampanii uwiecznione zostało w scenach wojennych i inskrypcjach w wielkiej sali w Karnaku. Inskrypcja mówi:
„Rok pierwszy, era Odrodzenia, króla Men-Maat-Re obdarzonego życiem. Jego Wysokość dowiedział się, co następuje:<<beduińscy wrogowie z plemienia Szosu planują bunt. Przywódcy ich zjednoczyli się, zajmując wzgórza Charu (w Palestynie). Wzniecili tam zamieszanie i popłoch, gdyż każdy z nich zabijał swych rywali, ignorując prawa pałacu.>> Jego Wysokość ucieszył się z tego. Teraz ten dobry bóg-król uradował się niezmiernie z powodu rozpoczęcia bitwy i zapragnął wkroczyć do niej, albowiem jego serce lubuje się w widoku krwi. On obcina głowy buntowników. Bardziej niż dzień świętowania miłuje chwilę miażdżenia wrogów. Jego Wysokość zabija ich jednym ciosem i nie pozostawi im żadnych dziedziców, ktokolwiek zaś uniknie śmierci z jego ręki, pognany zostanie do Egiptu jako jeniec.”
Zdobycze pierwszej kampanii stanowiły przygotowanie dla następnych wypraw, podejmowanych w dwóch lub trzech kolejnych latach panowania Setiego I. Wojska egipskie w tych wyprawach docierały coraz dalej na północ posuwając się wzdłuż wybrzeży Fenicji oraz wkraczając w głąb kraju. Takim sposobem Seti pokonał – odzyskał dla Egiptu Jenoam w północnym Kanaanie oraz zabezpieczył prowincję Upi, a także – na wschód od Antylibanu – tereny wraz z Damaszkiem. Zdobyte tereny stanowiące teraz zaplecze pozwalały rozwinąć dalszą kampanie w kierunku miast Fenicji – Tyru, Sydonu, Byblos i Simyry, przywracając starą strefę wpływów egipskich. Opanowawszy Kanaan, Upi i południową część wybrzeża fenickiego, Seti odciął od Imperium Hetytów Amurru – prowincję należącą dotychczas do strefy ich wpływów. Tereny zajęte przez wojska egipskie graniczyły teraz bezpośrednio z terenami podległymi Hetytom. Posuwając się dalej na północ wzdłuż Orontesu, wojska Setiego dotarły, prawdopodobnie w czwartej kampanii, pod Kadesz, gdzie stoczono bitwę. W jej wyniku Kadesz zostało zdobyte, a wojska Hetytów zmuszone do odwrotu. Strategia Setiego była ponownym wcieleniem w życie strategii, przyjętej niegdyś przez wielkiego zdobywcę – faraona Totmesa III. Polegała ona na opanowaniu wybrzeża fenickiego, skąd można było ze znacznym powodzeniem prowadzić kampanie w głąb terenów środkowej i północnej Syrii oraz wcześniejszego stworzenia zaplecza poprzez podporządkowanie Kanaanu i Palestyny. Pomiędzy Egiptem i Hatti został zawarty układ zatwierdzający nowy podział Syro-Palestyny, zgodnie z którym Hatti uznawało prawa Egiptu do terenów zdobytych przez Seti I. Próbę zmiany ustalonego wówczas stanu podjęli Hetyci dopiero po śmierci Seti. Prawdopodobnie pomiędzy trzecią i czwartą kampanią syryjską, Seti zmuszony był zorganizować kampanię przeciw Libijczykom, którzy realnie zaczęli zagrażać terenom zachodniej Delty. W szybkiej kampanii doszło do zwycięstwa wojsk egipskich, co znów na jakiś czas oddaliło zagrożenie z zachodu.

## Grobowiec
Grobowiec Setiego w Dolinie Królów (KV17), odkryty został w 1817 roku przez Giovanniego Battistę Belzoniego. Na ścianach jego korytarzy i sal umieszczono malowidła i reliefy obrazujące króla w otoczeniu bogów, rytuał Otwarcia Ust oraz przedstawienia wszystkich Ksiąg Grobowych: Litanii Re, Księgi Umarłych, Amduat i Księgi Bram.
Komora grobowa to sala o wysokości 6,05 metra, szerokości 8,38 metra i długości 14,26 metra; całkowita powierzchnia to 126,5 m² a kubatura to 503 m³. Sufit, po raz pierwszy pośród okrytych grobowców w Dolinie Królów, ma formę sklepienia i pokryty jest przedstawieniami gwiazdozbiorów. Konstelacje ukazane są na ciemnoniebieskim tle, jako złote postacie zwierząt.
Mumia władcy odnaleziona została dopiero w roku 1881 w skrytce mumii królewskich DB-320 w Deir el-Bahari i od tego czasu znajduje się w Muzeum w Kairze. Jego sarkofag trafił do Muzeum Soane’a w Londynie. Badania doskonale zachowanej mumii Setiego I wykazały, iż zmarł on w wieku poniżej 50 lat. Przyczyny jego przedwczesnej śmierci nie są jasne, ale wykluczony jest jej gwałtowny przebieg. Przypuszcza się, że przyczyną śmierci mogła być choroba serca – podczas mumifikacji balsamiści ułożyli kamiennego skarabeusza po prawej stronie mumii, co powoduje spekulacje o dekstrokardii, choć możliwymi wytłumaczeniami są też inne przyczyny rytualne bądź też zwykły błąd.

## Tytulatura
| G5 |

| G5 |

| E1 · D40 | m | xa | R19 | s | anx | N17 · N17 · N21 · N21 |

| E1 · D40 | m | xa | R19 | s | anx | N17 · N17 · N21 · N21 |

| E1 · D40 | m | xa | R19 | s | anx | N17 · N17 · N21 · N21 |

| E1 · D40 | m | xa | R19 | s | anx | N17 · N17 · N21 · N21 |

| G5 |

| G5 |

| E1 · D40 | m | xa | R19 | s | anx | N17 · N17 · N21 · N21 |

| E1 · D40 | m | xa | R19 | s | anx | N17 · N17 · N21 · N21 |

| E1 · D40 | m | xa | R19 | s | anx | N17 · N17 · N21 · N21 |

| E1 · D40 | m | xa | R19 | s | anx | N17 · N17 · N21 · N21 |

| G16 |

| G16 |

| F25 | ms | s | w | t | sxm | x | p · O39 · xpS | d · r · D40 | pD · t | Z2 · Z2 · Z2 |

| F25 | ms | s | w | t | sxm | x | p · O39 · xpS | d · r · D40 | pD · t | Z2 · Z2 · Z2 |

| F25 | ms | s | w | t | sxm | x | p · O39 · xpS | d · r · D40 | pD · t | Z2 · Z2 · Z2 |

| F25 | ms | s | w | t | sxm | x | p · O39 · xpS | d · r · D40 | pD · t | Z2 · Z2 · Z2 |

| G16 |

| G16 |

| F25 | ms | s | w | t | sxm | x | p · O39 · xpS | d · r · D40 | pD · t | Z2 · Z2 · Z2 |

| F25 | ms | s | w | t | sxm | x | p · O39 · xpS | d · r · D40 | pD · t | Z2 · Z2 · Z2 |

| F25 | ms | s | w | t | sxm | x | p · O39 · xpS | d · r · D40 | pD · t | Z2 · Z2 · Z2 |

| F25 | ms | s | w | t | sxm | x | p · O39 · xpS | d · r · D40 | pD · t | Z2 · Z2 · Z2 |

| G8 |

| G8 |

| F25 | xa · a · Z2 | wsr | s | r · D40 | pD · t · Z2 | m | N17 · N17 · N17 | nb · Z2 |

| F25 | xa · a · Z2 | wsr | s | r · D40 | pD · t · Z2 | m | N17 · N17 · N17 | nb · Z2 |

| F25 | xa · a · Z2 | wsr | s | r · D40 | pD · t · Z2 | m | N17 · N17 · N17 | nb · Z2 |

| F25 | xa · a · Z2 | wsr | s | r · D40 | pD · t · Z2 | m | N17 · N17 · N17 | nb · Z2 |

| G8 |

| G8 |

| F25 | xa · a · Z2 | wsr | s | r · D40 | pD · t · Z2 | m | N17 · N17 · N17 | nb · Z2 |

| F25 | xa · a · Z2 | wsr | s | r · D40 | pD · t · Z2 | m | N17 · N17 · N17 | nb · Z2 |

| F25 | xa · a · Z2 | wsr | s | r · D40 | pD · t · Z2 | m | N17 · N17 · N17 | nb · Z2 |

| F25 | xa · a · Z2 | wsr | s | r · D40 | pD · t · Z2 | m | N17 · N17 · N17 | nb · Z2 |

| M23 · X1 | L2 · X1 |

| M23 · X1 | L2 · X1 |

| ra | C10 | mn |

| ra | C10 | mn |

| ra | C10 | mn |

| ra | C10 | mn |

| M23 · X1 | L2 · X1 |

| M23 · X1 | L2 · X1 |

| ra | C10 | mn |

| ra | C10 | mn |

| ra | C10 | mn |

| ra | C10 | mn |

| G39 | N5 |

| G39 | N5 |

| p · t | H | C7 | i · i · mr · n |

| p · t | H | C7 | i · i · mr · n |

| p · t | H | C7 | i · i · mr · n |

| p · t | H | C7 | i · i · mr · n |

| G39 | N5 |

| G39 | N5 |

| p · t | H | C7 | i · i · mr · n |

| p · t | H | C7 | i · i · mr · n |

| p · t | H | C7 | i · i · mr · n |

| p · t | H | C7 | i · i · mr · n |